# Eleuterio Rodolfi
Eleuterio Rodolfi (Bologna, 28 gennaio 1876 – Brescia, 19 dicembre 1933) è stato un attore, regista e sceneggiatore italiano del cinema muto.

## Biografia
Figlio di Giuseppe Rodolfi (1827-1885), celebre attore di teatro dell'Ottocento, esordì nelle scene come "generico giovane" presso la compagnia di Francesco Garzes, per poi passare ad altre importanti compagnie teatrali (tra cui quella di Ermete Novelli), in una delle quali conobbe Adele Mosso una "seconda donna" che sposò nel 1895.
Nel 1911 passò dal teatro al cinema e fu ingaggiato dalla Ambrosio Film di Torino, dove divenne regista e attore. Per la casa torinese recitò in 95 film, circa un'ottantina diretti e scritti da lui stesso. Molti di questi furono commedie interpretate in coppia con l'attrice Gigetta Morano (nel ruolo di Rodolfi), e alcuni film di genere storico (come Gli ultimi giorni di Pompei), fino al 1917, quando passò alla Jupiter Film, per la quale girò complessivamente 7 pellicole, anche di genere drammatico. Nello stesso anno Rodolfi fondò una propria casa cinematografica, la Rodolfi Film. 
L'attività di produttore cinematografico di Rodolfi si svolse fino al 1923, anno in cui l'attore emiliano ritornò al teatro.
Si ritirò verso la fine degli anni venti dalle scene, e passò gli ultimi anni della sua vita a Brescia, dove nel 1933 morì suicida.

## Filmografia parziale

### Attore
- Il moscone (1911)
- Chi la dura vince (1912)
- La vergine del Giglio (1912)
- Il bacio di Emma (1912)
- L'amico dello sposo (1912)
- Rodolfi apache (1912)
- Ah! Che avventura!, regia di Eleuterio Rodolfi (1913)
- Come presi moglie (1913)
- Forza irresistibile (1913)
- Il mio matrimonio (1913)
- Partita doppia (1913)
- Un successo diplomatico (1913)
- Per il mio amore (1913)
- La bisbetica domata, regia di Arrigo Frusta (1913)
- Oh! Quel bottone (1913)
- La figlia del torero (1913)
- Il barbiere di Siviglia, regia di Luigi Maggi (1913)
- Il matrimonio di Figaro, regia di Luigi Maggi (1913)
- La capanna e il tuo cuore (1913)
- L'inferriata (1914)
- Da galeotto a marinaio, regia di Ernesto Vaser (1914)
- Ri. Ki. Ki., regia di Eleuterio Rodolfi (1920)
- Il mio amante, regia di Mario Almirante (1920 - produttore)
- Fiamma nera, regia di Guido Brignone (1921 - produttore)

### Regista
- La prima notte (1912)
- La moglie del mio cliente, regia e interpretazione (1912)
- Un buon posto, regia e interpretazione (1912)
- La buona istitutrice, regia e interpretazione (1913)
- Il bustino rosa, regia, interpretazione e sceneggiatura (1913)
- Bello stabile, regia, interpretazione e sceneggiatura (1913)
- Ah! Che avventura! (1913)
- Michele Perrin (1913)
- La sorpresa del nonno (1913)
- Cenerentola (1913)
- L'oca alla Colbert, regia e interpretazione (1913)
- Il francobollo raro, regia, interpretazione e sceneggiatura (1913)
- I promessi sposi (1913)
- Come presi moglie (1913)
- Gli ultimi giorni di Pompei, (1913)
- Per fare la sua conoscenza, regia, interpretazione e sceneggiatura (1913)
- Gigetta è gelosa, regia, interpretazione e sceneggiatura (1914)
- Il dottor Antonio (1914)
- Il poeta (1914)
- La scintilla, regia e sceneggiatura (1914)
- Rodolfi ha una brutta cameriera, regia, interpretazione e sceneggiatura (1914)
- La gerla di papà Martin, regia e interpretazione (1914)
- La bella mamma (1915)
- I soldatini del re di Roma, regia e interpretazione (1915)
- Finalmente soli!, regia e interpretazione (1915)
- Amor sui tetti, regia e interpretazione (1915)
- Rodolfi emulo di Sherolck Holmes, regia e interpretazione (1915)
- Gigetta ha un fratello terribile, regia, interpretazione e sceneggiatura (1915)
- Tempesta d'anime (1916)
- Val d'olivi (1916)
- Preferisco l'inferno!, regia e interpretazione (1916)
- Eva nemica, co-regista con Giuseppe Pinto (1916)
- La Gioconda (1916)
- L'eredità dello zio Moh-Mel-Bey, regia e interpretazione (1916)
- Amor mio!, regia e interpretazione (1916)
- La fiaccola sotto il moggio (1916)
- La meridiana del convento, regia e interpretazione (1917)
- Ri. Ki. Ki., regia e interpretazione (1917)
- Il gioiello sinistro, regia e interpretazione (1917)
- Amleto, regia e sceneggiatura (1917 - produttore)
- Un dramma di Vittoriano Sardou, regia e interpretazione (1918 - produttore)
- La signora Rebus, regia e interpretazione (1918 - produttore)
- L'autobus scomparso, regia e interpretazione (1919 - produttore)
- Il kimono e il pyjama, regia e interpretazione (1919 - produttore)
- La maestrina (1919 - produttore)
- La contessa miseria (1919 - produttore)
- Il buon Samaritano (1919 - produttore)
- Federica d'Illiria (1919 - produttore)
- I tre sorrisi di una monella (1920 - produttore)
- Il privilegio dell'amore (1921 - produttore)
- Maciste e il nipote d'America (1924)